# Садовый (Иркутская область)
Садовый — посёлок в Куйтунском районе Иркутской области России. Входит в состав Иркутского муниципального образования.

## География
Находится примерно в 184 км к западу от районного центра.

## Население
| 2002 | 2010 | 2011 | 2012 |
| ---- | ---- | ---- | ---- |
| 173  | ↘139 | ↘138 | ↘134 |

По данным Всероссийской переписи, в 2010 году в посёлке проживало 139 человек (68 мужчин и 71 женщина).